# Begonia naumoniensis
Espèce
Begonia naumoniensis est une espèce de plantes de la famille des Begoniaceae. Ce bégonia est originaire de Nouvelle Guinée. L'espèce fait partie de la section Petermannia. Elle a été décrite en 1913 par Edgar Irmscher (1887-1968). L'épithète spécifique naumoniensis signifie « de Naumoni », une localité de Nouvelle Guinée.

## Description

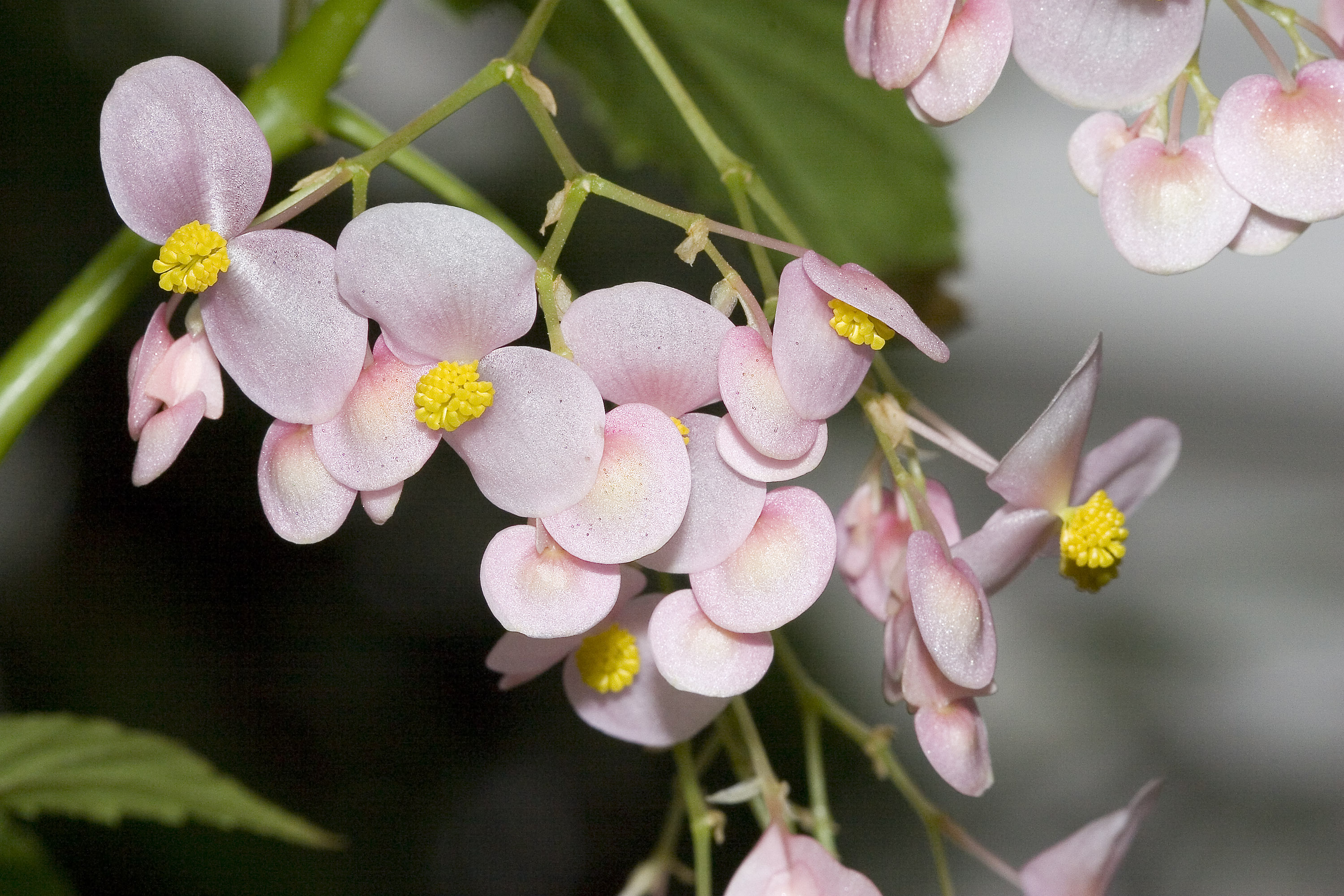
Détail de la floraison, fleurs mâles

## Répartition géographique
Cette espèce est originaire du pays suivant : Nouvelle Guinée.